# 劉應雷
劉應雷（1545年—？），字汝豫，號復所，江西吉安府萬安縣人，明朝政治人物。

## 生平
隆庆元年丁卯科江西鄉試第七十六名。隆慶二年（1568年）登戊辰科進士。次年授直隶溧水县知县。有異政，内召卒，士民为立碑樹祠，祀名宦。

## 家族
曾祖父劉咸介；祖父劉春卿；父劉宗的，母郭氏。